# Thundercat
Stephen Lee Bruner (Los Angeles, 19 de outubro de 1984), conhecido por seu nome artístico Thundercat, é um premiado músico, compositor e multi-instrumentista estadunidense. Tendo o baixo como principal instrumento, ele começou sua carreira como baixista do grupo Suicidal Tendencies. Thundercat é conhecido por misturar em seu trabalho elementos de funk, jazz, hip-hop e soul e por seus timbres sintéticos que remetem a jogos eletrônicos das décadas de 1980 e 1990.

## Biografia
Thundercat nasceu em um meio musical. Sua mãe, Pam D. Bruner é flautista e seu pai, Ronald Bruner, foi baterista de Gladys Knight, Diana Ross e do Temptations, dentre outros; e em 1979, ele e sua banda, Chameleon, lançaram um álbum de "disco fusion" pela Elektra. Seus pais tiveram três filhos, cada um indicado a pelo menos um Grammy: o seu irmão mais velho, Ronald Jr., ganhou o Grammy de Melhor Álbum de Jazz Contemporâneo como baterista da Stanley Clarke Band e Jameel, e o mais novo tocou bateria com o The Internet, que teve seu álbum Ego Death indicado ao prêmio de Melhor Álbum Urbano Contemporâneo. Ronald Jr. também colabora com Thundercat desde a época em que tocavam juntos no Suicidal Tendencies, além terem trabalhado com o saxofonista Kamasi Washington no seu disco The Epic.

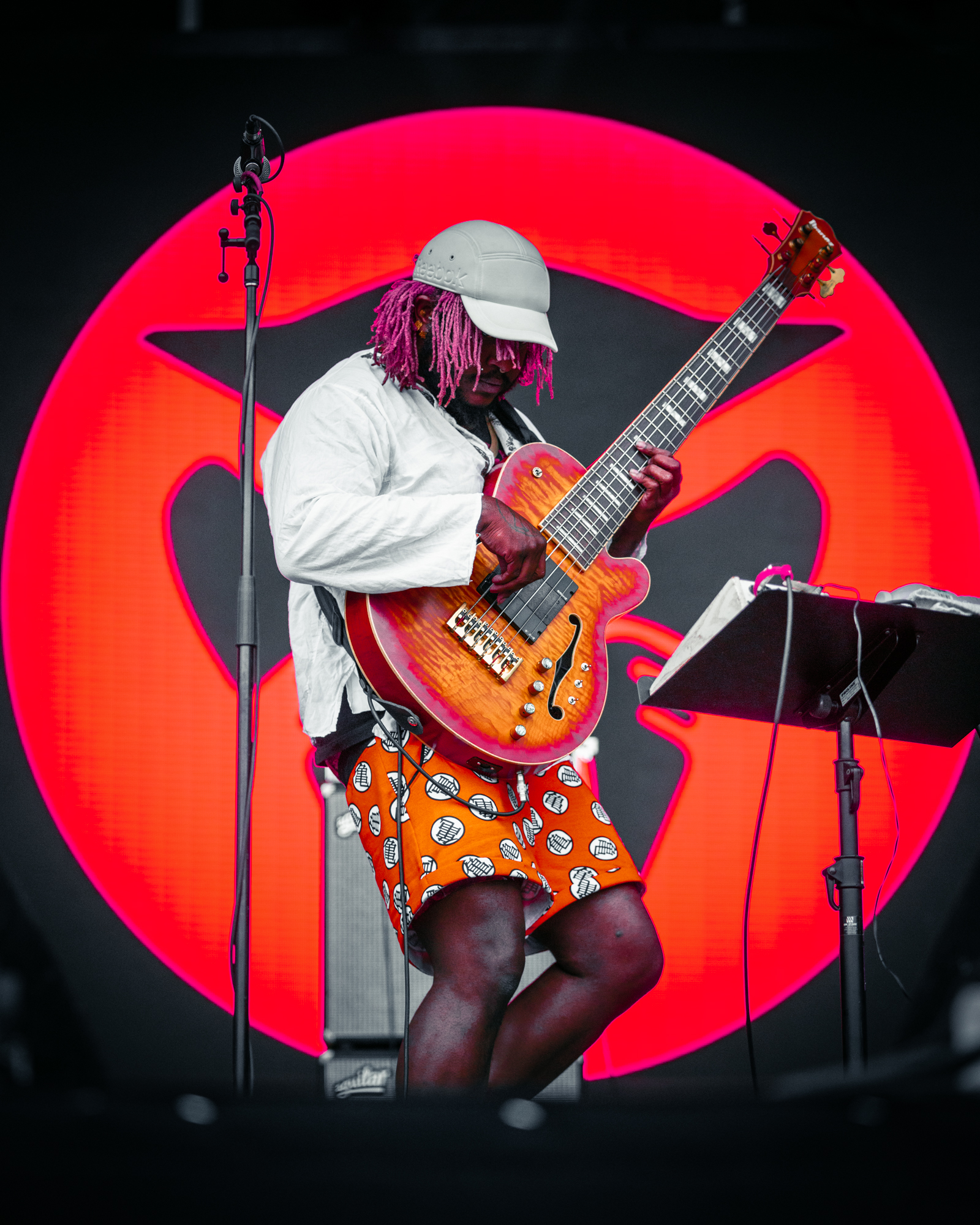
Thundercat no palco em 2018.

## Percurso
A carreira de Thundercat é repleta de parcerias com grandes nomes da música. Ele participou de DAMN e To Pimp a Butterfly, dois dos mais criticamente aclamados discos de rap dos últimos anos, ambos de Kendrick Lamar. Além disso, também trabalhou em Heaven and Earth e The Epic, ambos de Kamasi Washington; Dirty Computer de Janelle Monáe e New Amerykah de Erykah Badu . Inclusive ele contou em um painel da Comic-Con que sua alcunha foi dada por Badu porque ele costumava usar uma camiseta do desenho ThunderCats, do qual é fã, para gravar com a cantora no estúdio.
Ele frequentou à Locke High School em Watts, e tocou na Multi-School Jazz Band, dirigida por um professor de música chamado Reggie Andrews, conhecido por co-escrever o Let It Whip da Dazz Band. Foi através da Jazz Band que Thundercat conheceu ainda na infância Kamasi Washington, com quem ia às escondidas para bares de jazz quando eram ambos menores de idade e com quem mais tarde viria a trabalhar junto.
Uma das suas parcerias mais férteis, tem sido com o produtor musical Flying Lotus, tanto em estúdio (nos discos deste, “Cosmogramma” e “Until the quiet comes”) como nos palcos (os dois já tocaram juntos em São Paulo, em 2011, e em 2013, com um dos nomes mais importantes do jazz, Herbie Hancock.
Mas foi no terceiro disco de sua autoria, Drunk, de 2017, que Thundercat passou a ter mais visibilidade como um artista solo. Lançado pela editora Brainfeeder, o álbum chamou atenção dos críticos pela sua jazzfusion e foi muito bem recebido. Com curto tempo de duração, as faixas são conduzidas em boa parte pelo baixo, seja em melodias e arpejos quanto em grooves gordos. O disco conta com a colaboração de Kendrick Lamar, Wiz Khalifa, Pharrell Williams, Michael McDonald e Kenny Loggins.
Em um extenso artigo da revista VICE, ele e outros artistas do selo da Brainfeeder foram citados como responsáveis por trazer o jazz de volta ao gosto das gerações mais jovens, especialmente entre os millennials, inseridos em um contexto musical da cidade de Los Angeles.
Em abril de 2020, Thundercat lançou seu quarto disco de estúdio, It Is What It Is, que contou com participações de Childish Gambino, Kamasi Washington, BadBadNotGood, Steve Lacy e outros. O álbum é marcado pelo luto da morte repentina por overdose de seu melhor amigo, o rapper Mac Miller, com quem tinha uma turnê agendada na época do acidente, e pela sua decisão de parar de beber. As letras  traduzem o sentimento de aceitar o ocorrido e a faixa Fair Chance é dedicada à Miller. It Is What It Is foi indicado à categoria de Melhor Álbum de R&B Contemporâneo no 63º Annual Grammy Awards.
Fã de cartoons e animes, ele foi o responsável por escrever a nova música do desenho animado ThunderCats, chamada "Grune's Tune" para a animação do Cartoon Network. Na versão adulta do canal, o Adult Swim, ele apresentou sua música Them Changes no festival online ao lado da cantora Ariana Grande, que já havia feito um cover da faixa em 2018.
Em Portugal, ele se apresentou no festival Primavera Sound, em 2018.
Thundercat faria três shows no Brasil no início de 2020, nas cidades do Rio de Janeiro, São Paulo e Porto Alegre, mas a turnê foi cancelada devido aos avanços da Covid-19.

## Prêmios
Grammy Awards
- 2016: Álbum do Ano por To Pimp a Butterfly (como participação e produtor). - Nomeado
- 2016: Melhor desempenho solo de rap por These Walls. - Vencedor
- 2021: Melhor Álbum de R&B Contemporâneo por It Is What It Is. - Nomeado

## Discografia
- The Golden Age of Apocalypse (2011)
- Apocalypse (2013)
- Drunk (2017)
- It Is What It Is (2020)